# إلين ألما روز
إلين ألما روز (بالإنجليزية: Ellen Alma Rose)‏ هي ممرضة نيوزيلندية، ولدت في 27 أبريل 1907، وتوفيت في 17 يوليو 1996.